# Adriana Monsalve
Adriana Monsalve (sinh ngày 27 tháng 7 năm 1977)  là một vận động viên thể thao người Venezuela, nhà báo hiện đang làm việc cho Univision Deportes.

## Sự nghiệp
Monsalve trở nên nổi tiếng với vai trò ca sĩ chính trong ban nhạc nữ "Chikas" và trong các ban nhạc pop "Tartara" ở Venezuela và "Latin Fiesta" ở London, Anh. Cô cũng đã tổ chức chương trình truyền hình buổi sáng "Aló RCTV" tại Caracas trong hơn một năm. Năm 2002, cô chuyển đến Hoa Kỳ, nơi cô đã tham gia vào nhiều quảng cáo và sản phẩm sân khấu như "Esther" tại Trung tâm biểu diễn nghệ thuật Vịnh Tampa.
Ngay sau đó, cô trở thành Người phát ngôn gốc Tây Ban Nha cho đại gia nội thất "Rooms to Go". Vào năm 2005, khi cô được thuê làm người neo đậu thể thao cho bản tin 6:00 pm của chi nhánh địa phương Telemundo của Orlando.
Vào năm 2007, Monsalve đã được ESPN thuê làm Người neo thể thao của ESPN Deportes phát sóng cho những người xem Tây Ban Nha Trung tâm Thể thao ở Bắc Mỹ, và cũng thông qua ESPN 2 Trung và Nam Mỹ. Vào ngày 28 tháng 11 năm 2014, cô tuyên bố sẽ rời khỏi ESPN và sau đó tiết lộ rằng cô sẽ tham gia Univision Deportes.

## Tài xế thể thao
- Alo RCTV 2000 - 2002
- Theatrical productions como Esther 2003
- Rooms to Go 2004 - 2005
- Telemundo 2005 - 2007
- Trung tâm thể thao ESPN 2007 - 2010
- ESPN Nación ESPN 2011 - 2014
- Univision Deportes 2015 - 2018
- Televisa Deportes 2018 -